# William Quevedo
William Quevedo (Montpellier, 8 maggio 1971) è un ex calciatore francese, di ruolo difensore o centrocampista.

## Palmarès

### Giocatore

#### Competizioni nazionali
- Campionato portoghese: 1

Benfica: 2000-2001
- Supercoppa di Portogallo: 1

Boavista: 1997